# Uwe Christian Harrer
Uwe Christian Harrer (* 29. September 1944 in Andorf) ist ein österreichischer Dirigent und Komponist. 
Im Laufe seiner Karriere leitete er u. a. die Wiener  Sängerknaben sowie den Chorus  Viennensis (Männerchor ehemaliger Wiener Sängerknaben) / Choralschola der Wiener Hofburgkapelle. Er dirigierte die Wiener Symphoniker sowie viele ausländische Chöre und Orchester. Unter seiner Leitung sangen auch berühmte Solokünstler wie José Carreras, Walter Berry oder Herbert Lippert.
Er war musikalischer Leiter der Chorgemeinschaft Leonding, des Leondinger Symphonieorchesters und eines dortigen Jugendchors. Zudem bekleidete er viele Jahre die Position des Künstlerischen Leiters der Wiener Hofmusikkapelle.

## Auszeichnungen (Auswahl)
- 1987: Ehrenkreuz für Wissenschaft und Kunst[1][2]
- 2000: Ritter des Ordens vom Heiligen Papst Silvester[3]
- 2010: Komtur des Ordens vom Heiligen Papst Silvester[4]
- 2014: Ehrenbürgerschaft in Leonding[5]
- Goldenes Verdienstzeichen des Landes Oberösterreich[1]
- Konsulent der Oberösterreichischen Landesregierung für Musikpflege[1]
- Kulturmedaille des Landes Oberösterreich[1]
- Ehrenring der Stadt Leonding[1]